# Mulheres e tabagismo

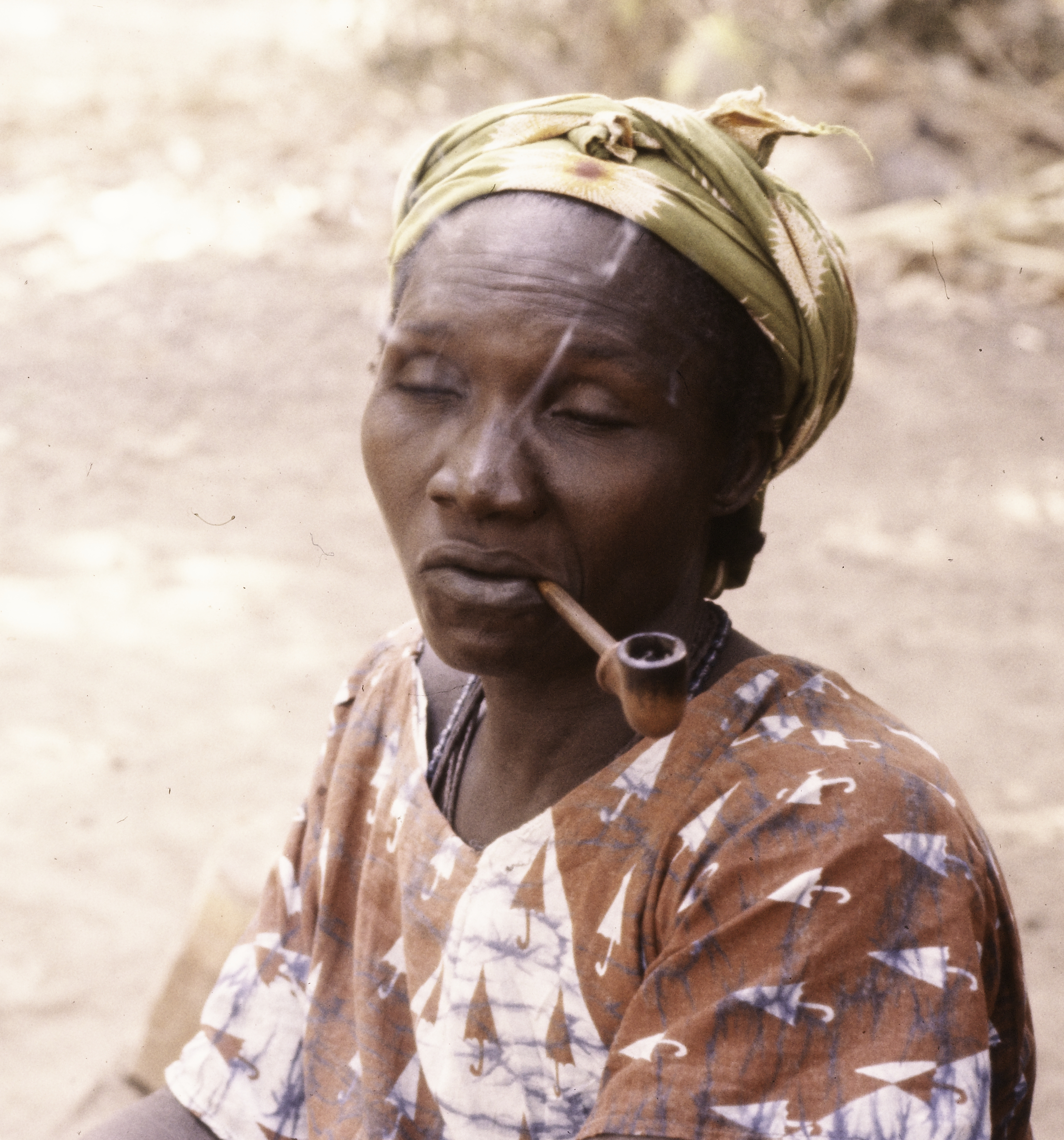
Mulher fumando um cachimbo enquanto cozinha. Guiné-Bissau, 1974

Fumar tabaco tem sérios efeitos negativos no corpo. Uma ampla variedade de doenças e fenômenos médicos afeta os sexos de forma diferente, e o mesmo se aplica aos efeitos do tabaco. Desde a proliferação do tabaco, muitas culturas consideram o fumo um vício masculino e, como tal, a maioria das pesquisas sobre as diferenças específicas entre homens e mulheres em relação aos efeitos do tabaco só passou a ser estudada em profundidade nos últimos anos.

## Países e regiões

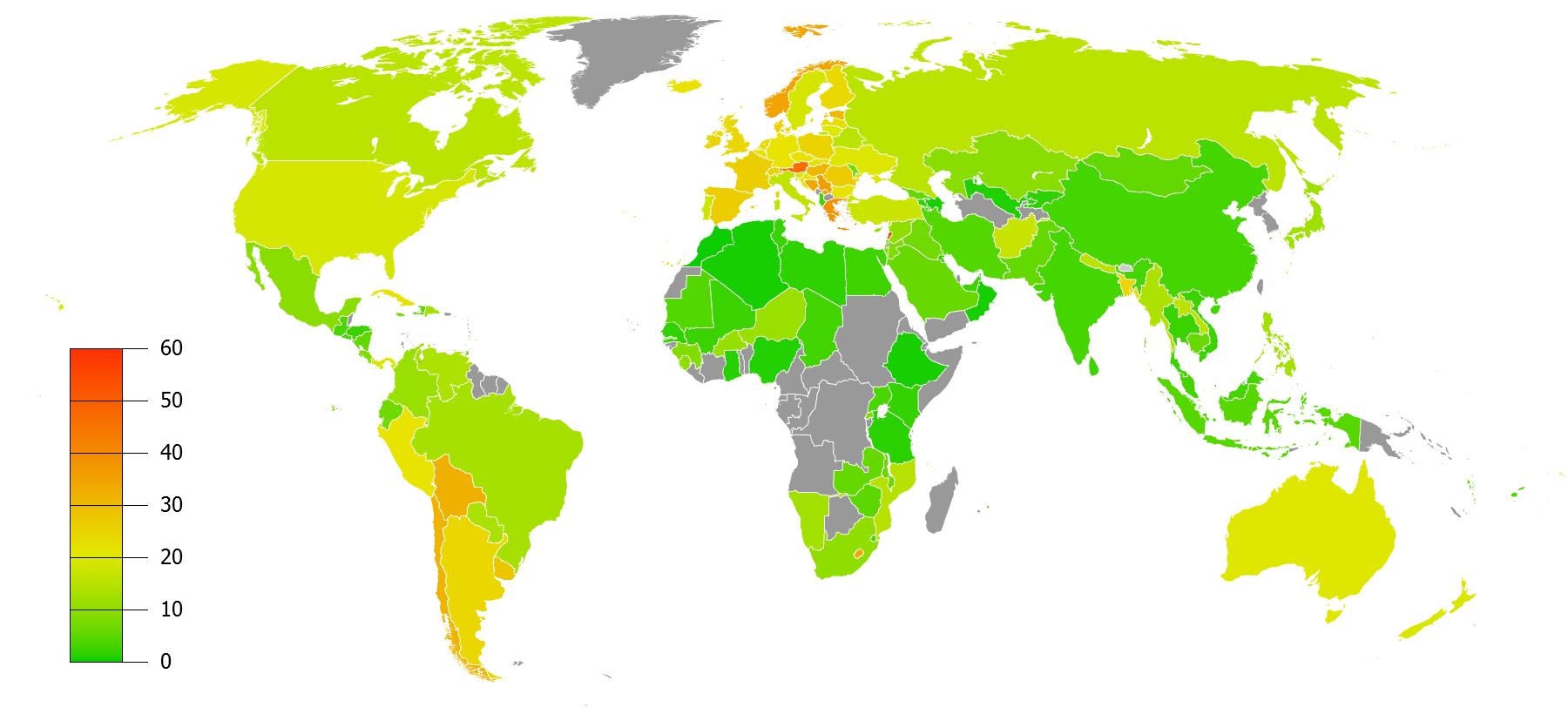
Fumo feminino por país

### Faixa de Gaza

#### Proibições religiosas ao fumo feminino na Faixa de Gaza
Em 2010, o governo da Faixa de Gaza, liderado pelo Hamas, impôs uma proibição às mulheres de fumar as populares narguilés em público. Um porta-voz do Ministério do Interior explicou que "Não é apropriado que uma mulher se sente de pernas cruzadas e fume em público. Isso prejudica a imagem do nosso povo." A proibição foi revogada ainda naquele ano e as mulheres voltaram a fumar em locais populares, como o café do Crazy Water Park. O parque foi incendiado por homens mascarados em setembro de 2010, após ter sido fechado pelo Hamas. O Comitê para a Propagação da Virtude e Prevenção do Vício (Faixa de Gaza) prendeu mulheres por fumar em público.

### Japão

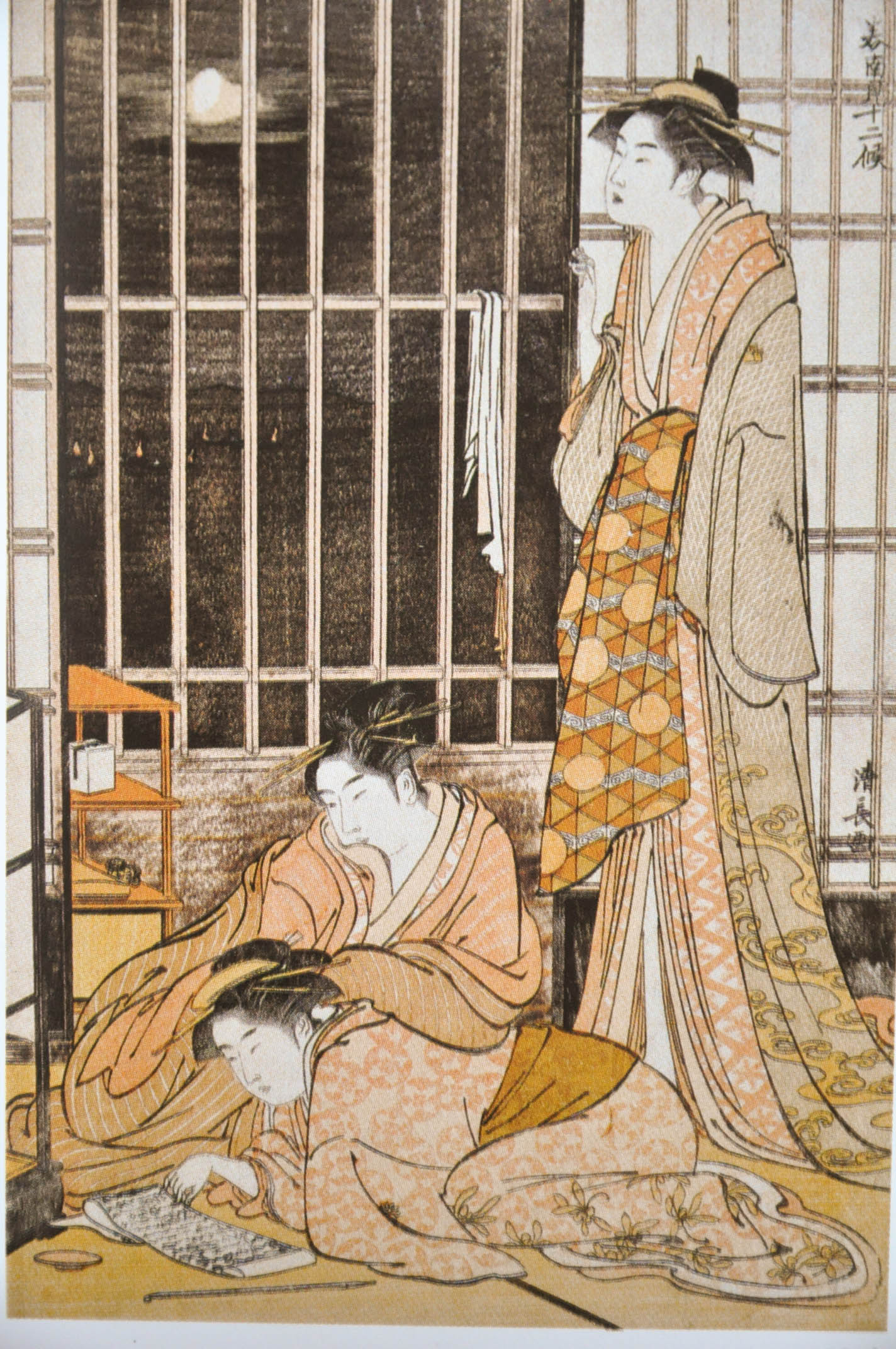
Cachimbo kiseru no chão de um Prostíbulo

No período Edo ou anterior, o tabaco já havia chegado ao Japão. As prostitutas eram as principais fumantes entre as mulheres japonesas no início do século XIX.

### Estados Unidos

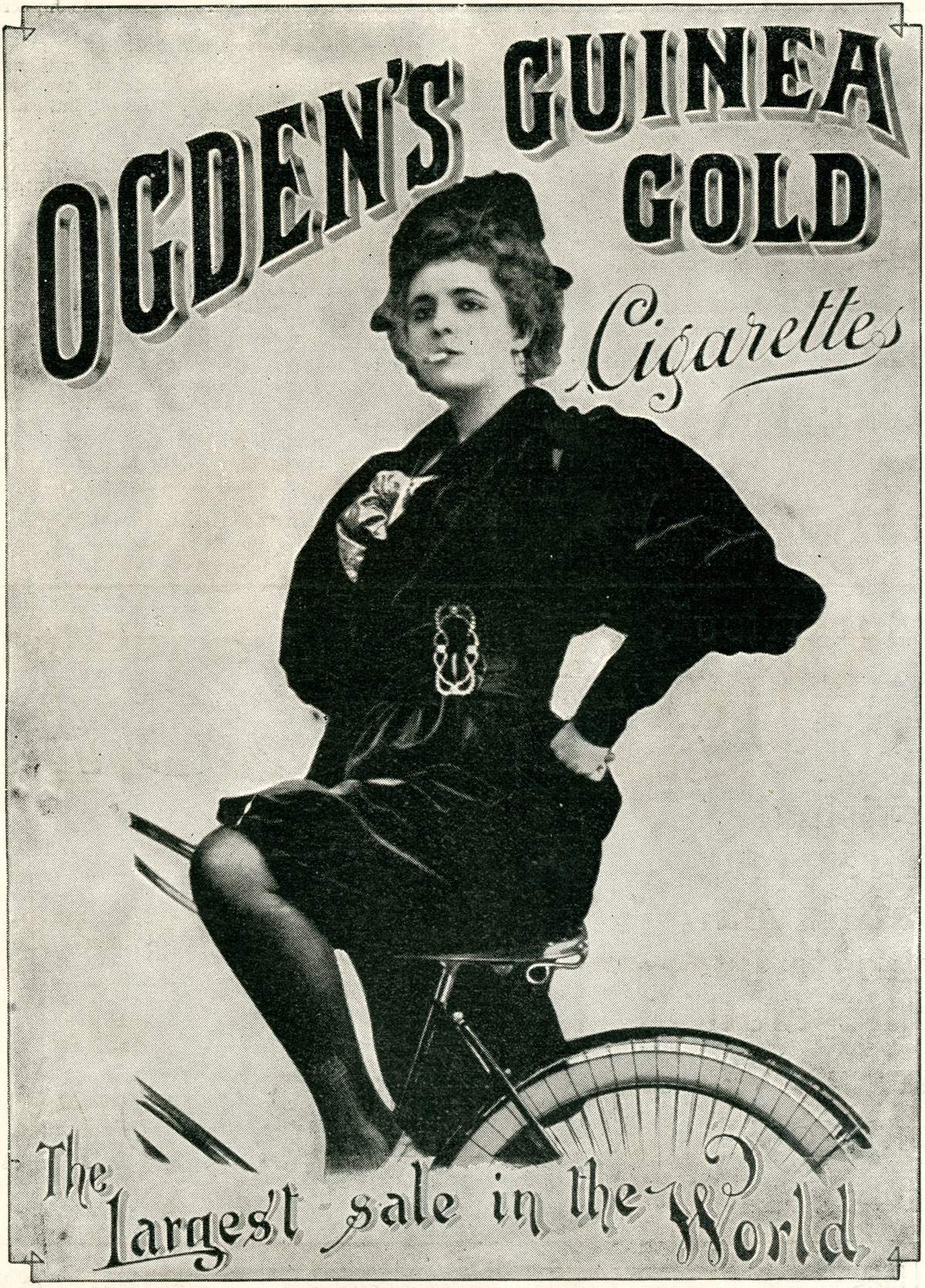
Anúncio de cigarro de 1900; direcionar a mulheres não é uma estratégia nova.

A indústria de cigarros iniciou uma campanha de propaganda voltada às mulheres a partir da década de 1920 nos Estados Unidos. Essas campanhas se tornaram mais agressivas com o passar do tempo e o marketing em geral tornou-se mais proeminente. A prática de direcionar a promoção exclusivamente às mulheres continuou até os dias atuais e agora se expandiu globalmente.
Com o marketing segmentado por gênero, incluindo embalagens e slogans (especialmente cigarros "mais finos" e "mais leves"), e a promoção de mulheres fumando em filmes e programas de TV populares, a indústria do tabaco conseguiu aumentar o percentual de mulheres fumantes. Na década de 1980, as indústrias de tabaco foram obrigadas a imprimir o aviso do cirurgião-geral em cada embalagem de produto. Isso desacelerou a taxa de tabagismo entre as mulheres, mas depois aumentou levemente quando os anúncios passaram a ter um visual mais atual e embalagens mais atraentes, apelando para a geração mais jovem. Mais recentemente, o fumo de cigarros foi proibido em locais públicos, o que diminuiu as taxas de tabagismo nos Estados Unidos.

#### Antes de 1920
Em janeiro de 1908, a Câmara Municipal de Nova York aprovou por unanimidade a Ordinança Sullivan; ela proibiu o fumo de mulheres em locais públicos. O prefeito da cidade na época, George B. McClellan Jr., vetou a ordem em fevereiro. Em 1911, a Lei Antitruste Sherman dividiu o American Tobacco Trust em várias empresas, tornando a participação de mercado crítica para cada companhia. A competição resultante incentivou inovações tanto em produto quanto em marketing e, em 1915, o Camel da Reynolds tornou-se a primeira marca verdadeiramente nacional. Logo em seguida vieram o Chesterfield da Liggett & Myers e o Lucky Strike da American Tobacco Company. Essas marcas eram modernas e agradavam à sensibilidade da época.

#### 1920–1940

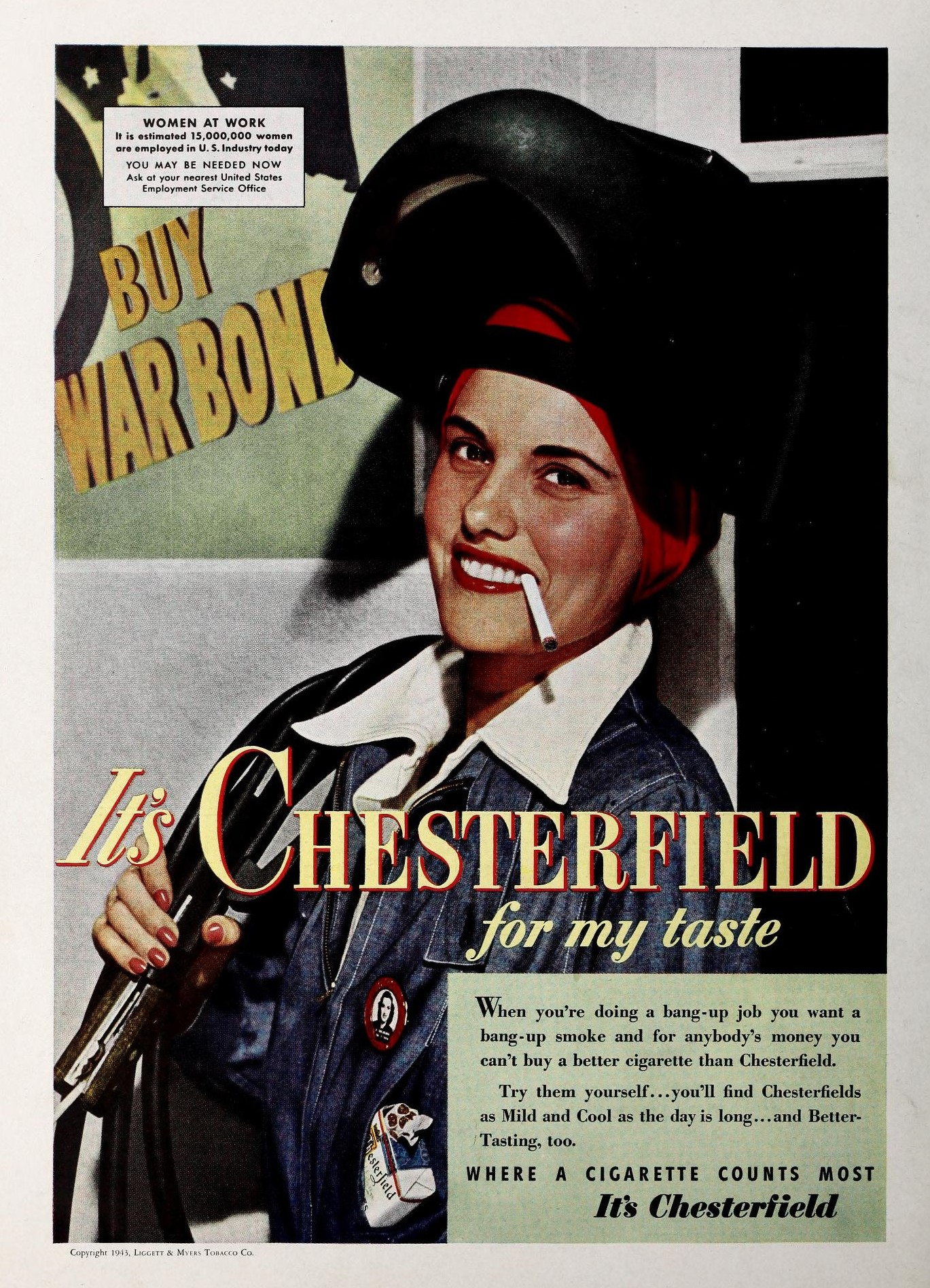
Anúncio de 1943 com Chesterfield, apresentando uma soldadora para promover a participação das mulheres na força de trabalho durante a Segunda Guerra Mundial

No início do século XX, o movimento antitabaco visava principalmente mulheres e crianças. Fumar era considerado um hábito sujo e o fumo feminino era fortemente desaprovado pela sociedade. À medida que o século avançava, crescia o desejo das mulheres por igualdade. O Movimento sufragista deu a muitas mulheres um senso de liberdade, e a indústria do tabaco aproveitou a oportunidade de marketing. Torches of Freedom foi uma expressão usada para incentivar o fumo entre as mulheres, explorando suas aspirações durante a Primeira onda do feminismo nos Estados Unidos. O termo foi cunhado pelo psicanalista A. A. Brill e utilizado por Edward Bernays para encorajar as mulheres a fumarem em público, apesar dos tabus sociais. Os cigarros eram descritos como símbolos de emancipação e igualdade em relação aos homens.
As empresas de tabaco começaram a direcionar anúncios para mulheres durante os anos de 1920. A American Tobacco Company passou a visar mulheres com propagandas do Lucky Strike, empregando imagens de mulheres proeminentes, como Amelia Earhart, e prometendo efeitos para emagrecimento. A propaganda transmitia uma imagem de despreocupação e confiança, atraente para a mulher moderna da década de 1920. As campanhas tornaram-se mais extravagantes, com depoimentos de celebridades e amplas promessas. Sua campanha mais agressiva desafiou a indústria de doces ao sugerir que as mulheres "escolhessem um Lucky em vez de um doce". Esses esforços tornaram o Lucky Strike a marca mais consumida em menos de uma década.
Outras empresas seguiram o exemplo da American Tobacco Company. A Philip Morris introduziu o Marlboro em 1925, anunciado como tão "suave quanto maio" e com pontas de marfim elegantes para atrair mulheres. Outras marcas ofereceram propagandas similares, promovendo glamour, autonomia e beleza, tornando o cigarro um acessório sedutor. O medo de ganho de peso continua sendo uma das principais razões pelas quais as mulheres fumam. As campanhas promoveram o cigarro como símbolo de igualdade e autonomia.
Em 1929, Edward Bernays pagou mulheres para fumarem suas "torches of freedom" durante o Desfile de Páscoa em Nova York. Esse ato chocou a sociedade, pois até então as mulheres só podiam fumar em locais privados. Bernays escolheu cuidadosamente as participantes e contratou fotógrafos para garantir ampla cobertura da imprensa. Ruth Hale convocou outras mulheres: "Mulheres! Acendam outra tocha da liberdade! Quebrem mais um tabu de gênero!" O episódio foi visto como protesto pela igualdade, gerando debate nacional. O marketing voltado para mulheres elevou as taxas de tabagismo feminino de 5% em 1923 para 12% em 1929, 18,1% em 1935, atingindo 33,3% em 1965 e mantendo-se nesse patamar até 1977.
Em 1934, Bernays promoveu o "Green Ball", evento de gala no Waldorf Astoria para tornar o verde — cor da embalagem do Lucky Strike — uma tendência de moda, com coberturas na imprensa antes mesmo do evento ocorrer.
Uma análise de edições norte-americanas e britânicas da Vogue feita por Cheryl Krasnick Warsh e Penny Tinkler concluiu que a revista posicionou o cigarro como parte do estilo de vida da elite feminina, associando-o a comportamentos e aparências desejáveis.

#### 1950–1970
Nos finais dos anos 1950 e início dos anos 1960, surgiram novas marcas de cigarro, cada uma anunciando benefícios únicos. A grande inovação foi o cigarro com filtro, considerado menos áspero e dando a impressão de reter partículas nocivas. Os Marlboro deixaram de ser vistos como produto de elite e ganharam a imagem de cigarro para todos, com os Marlboro Men e mais tarde os cowboys.
Os anúncios em televisão e patrocínios se multiplicaram — destacando-se o patrocínio da Philip Morris ao I Love Lucy e da Lucky Strike ao Your Hit Parade. Em 1965, 33,9% das mulheres fumavam. Em 1968, surgiram as Virginia Slims com o slogan "You’ve come a long way baby", o primeiro cigarro voltado exclusivamente ao público feminino. Em 1970, a Liggett & Myers lançou o Eve, ainda mais feminino, com flores na embalagem.
Os anos 1970 marcaram o fim da propaganda televisiva e o início de anúncios impressos com advertências de saúde. O Cirurgião-Geral dos Estados Unidos passou a publicar relatórios anuais sobre as consequências do fumo. Em 1970, 31,5% das mulheres fumavam. As empresas passaram a patrocinar eventos esportivos e culturais, como a "Batalha dos Sexos" de tênis, com a Billie Jean King representando as Virginia Slims. A Women’s Tennis Association foi patrocinada pela marca por quase vinte anos.

#### 1980–2010
A década de 1980 começou com o primeiro relatório do Cirurgião-Geral sobre mulheres e fumo. Em 1980, 29,3% das mulheres fumavam. Em 1987, a Brown & Williamson lançou o Capri, cigarro longo e fino, voltado ao público feminino.
Em 1990, a taxa de fumantes femininas caiu para 22,8%. A turnê Virginia Slims terminou em 1994 após 23 anos. Nas décadas de 1980 e 1990, houve restrições ao fumo em locais públicos e aumento de marketing para adolescentes e jovens adultos. Em 1998, a taxa feminina caiu para 22% e foi assinado o Master Settlement Agreement.
No início do século XXI, em 2000, 22,8% das mulheres fumavam, um leve aumento em relação à década anterior. O marketing manteve-se estático após o acordo de 1998, mas as embalagens ficaram mais modernas e atraentes a um público jovem. Em 2001, foi publicado o relatório mais recente do Cirurgião-Geral sobre mulheres e fumo. Em 2007, a R. J. Reynolds entrou no mercado feminino com o Camel No. 9, embalagem preta com detalhes em rosa e opções regular e mentol. Diversas jurisdições proibiram o fumo em locais públicos, reduzindo as taxas de tabagismo: de cerca de 46% em 1950 para 21% em 2004. Em 2017, 14% dos adultos fumavam, sendo 12,7% mulheres e 15,3% homens.

#### Anos 2020 e adiante
Shoko Miyata foi escolhida para os Jogos Olímpicos de 2024, mas foi obrigada a deixar a equipe feminina de ginástica artística do Japão, da qual era capitã, ao ser flagrada fumando, o que violava o código de conduta da equipe.

## Efeitos gerais à saúde

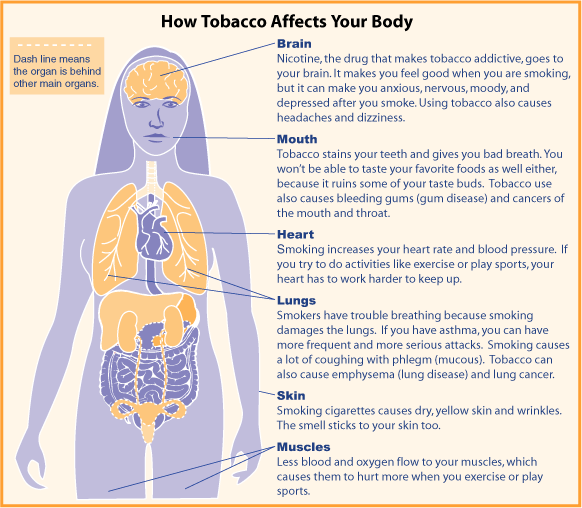
"Como o tabaco afeta o seu corpo", pelo Office on Women's Health do Departamento de Saúde e Serviços Humanos dos Estados Unidos, Escritório do Secretário Assistente de Saúde

Segundo os Centros de Controle e Prevenção de Doenças dos EUA, o fumo de cigarros é a principal causa de mortes evitáveis nos Estados Unidos e gera custos econômicos substanciais relacionados à saúde na sociedade. Durante o período de 1995 a 1999, o fumo resultou em aproximadamente 440.000 mortes prematuras por ano e cerca de US$ 157 bilhões em perdas econômicas relacionadas à saúde. Sabe-se que o fumo aumenta o risco de, e está ligado a, uma série de efeitos adversos à saúde, por exemplo: "O fumo de cigarros é responsável por cerca de um terço de todos os casos de câncer, incluindo 90 percentual dos casos de câncer de pulmão. [O fumo também] causa doenças pulmonares como bronquite crônica e enfisema, [e pode] aumentar o risco de doenças cardíacas, incluindo acidente vascular cerebral, infarto, doenças vasculares e aneurisma."

## Diferenças de gênero únicas e efeitos à saúde para mulheres
Ver também: Câncer do colo do útero: causas, Menopausa: fatores adicionais, Ptose mamária: causas, Tabagismo e gravidez.
Nos Estados Unidos, apesar de as taxas gerais de fumantes estarem em declínio – de 24,1% em 1998 para 20,6% em 2008 – e de serem maiores entre homens (23% contra 18,3% em 2008), as consequências de gênero mostram que as mulheres sofrem desvantagens. Por exemplo, a redução da expectativa de vida é maior em mulheres fumantes (14,5 anos perdidos) do que em homens (13,2 anos). Isso reflete a diferença geral de expectativa de vida entre os sexos, mas as mulheres apresentam efeitos mais deletérios, mesmo fumando em média menos intensamente.
O câncer de pulmão, atribuído ao fumo em cerca de 80% dos casos em mulheres, ultrapassou o câncer de mama como principal causa de morte por câncer feminino em 1987. Embora existam campanhas vigorosas para financiar pesquisas sobre câncer de mama, mais mulheres morrem de câncer de pulmão. A suscetibilidade maior das mulheres a esse tipo de câncer, independentemente da exposição semelhante aos homens, permanece controversa. A Doença Pulmonar Obstrutiva Crônica (DPOC) também afeta significativamente mulheres fumantes; o risco de DPOC aumenta com a duração e a quantidade de fumo, correspondendo a 90% das mortes por DPOC.
No sistema cardiovascular, o fumo reduz o estrogênio e o HDL, aumentando o risco de obstrução arterial em mulheres. Entre fumantes, o risco de morrer de doença cardíaca ou câncer de pulmão supera o risco de morrer de câncer de mama a partir dos 40 anos, alcançando uma proporção de pelo menos cinco para um após os 55 anos. O uso combinado de tabaco e anticoncepcionais orais aumenta ainda mais o risco de AVC e infarto.
Em mulheres pós-menopáusicas, o fumo está associado à diminuição da densidade óssea e ao aumento de fraturas de quadril. Em idade reprodutiva, o tabagismo prejudica a fertilidade e pode causar infertilidade. Gestantes fumantes têm maior risco de parto prematuro, baixo peso ao nascer, síndrome da morte súbita infantil (SIDS) e outras complicações perinatais.

## O futuro: mulheres, fumo e globalização
Com o declínio do tabagismo nos países desenvolvidos, observa-se aumento em países em desenvolvimento. As maiores fabricantes triplicaram as exportações de cigarros nos últimos 35 anos. As estratégias de marketing usadas para atrair mulheres nos EUA foram replicadas globalmente, associando o fumo a modernidade, emancipação e glamour. As proibições de fumo têm se espalhado pelo mundo, e as empresas de tabaco driblam restrições patrocinando eventos, endossos em pontos de venda e propagandas em mercados alternativos como canais de TV via satélite. Essas táticas têm sido eficazes, apontando para um mercado global cada vez mais feminino.

### Aprofundamento: mulheres, tabagismo e globalização
A Organização Mundial da Saúde observa que cerca de 22% das mulheres em países desenvolvidos e 9% em países em desenvolvimento fumam, embora numericamente sejam mais em países em desenvolvimento.
Fred C. Pampel analisa padrões globais das diferenças de gênero no tabagismo, apontando fatores como igualdade de gênero, difusão do cigarro, economia e políticas de controle. Em regiões onde os papéis de gênero evoluíram, torna-se socialmente aceitável que mulheres fumem.
Embora as taxas recuem nos países ricos, crescem em nações de renda média e baixa, expondo mulheres ao fumo passivo e afetando suas crianças.
Na América Latina, estudos em países como Argentina e Uruguai mostram altas taxas de uso de tabaco por gestantes e elevada aceitabilidade social, agravadas por preços baixos (US$ 1–1,99 o maço).
Estimativas apontam taxa de fumantes mulheres de 20% até 2025, impulsionada pela globalização e marketing que associa o fumo a emancipação e glamour. A ausência de políticas rígidas de controle de tabaco e de programas de cessação para mulheres em países em desenvolvimento agrava a situação. A OMS publicou o Tobacco Atlas e negociou a Convenção-quadro para o Controle do Tabaco, destacando o impacto sobre as mulheres.